# الصين والغزو الروسي لأوكرانيا 2022
وصف العديد من المعلقين دور الصين في الاستجابات العالمية للغزو الروسي لأوكرانيا عام 2022 بأنه موقف محايد.

## الحكومة الصينية
في 25 فبراير، امتنعت الصين عن التصويت في مجلس الأمن التابع للأمم المتحدة لقرار لشجب الغزو.
في 1 مارس، أجرى وزيرا الخارجية الأوكراني والصيني دميترو كوليبا ووانغ يي أول مكالمة هاتفية بينهما منذ بداية الغزو. وذكرت وسائل إعلام صينية أن وانغ أبلغ كوليبا بأنه «قلق للغاية» بشأن المخاطر التي يتعرض لها المدنيون وأنه كان من الضروري «تهدئة الوضع قدر الإمكان لمنع تصعيد الصراع». وورد أن كوليبا قال إن أوكرانيا «تتطلع إلى أن تلعب الصين دور الوساطة في تحقيق وقف إطلاق النار».
في 2 مارس، نشرت صحيفة نيويورك تايمز الأمريكية مقالًا يزعم أن الحكومة الصينية قد تلقيت تحذيرًا مسبقًا عن الغزو وطلبت من الحكومة الروسية تأجيله إلى ما بعد دورة الألعاب الأولمبية الشتوية 2022. ونفت الحكومة الصينية هذه المزاعم، مشيرة إلى أن الهدف من «هذا النوع من الخطابات هو صرف الانتباه وتحويل اللوم، وهو أمر حقير تماما».
في 9 مارس، عقد الزعيم الصيني شي جين بينغ اجتماعا بالفيديو مع الرئيس الفرنسي إيمانويل ماكرون والمستشار الألماني أولاف شولتز ذكر فيه أن الصين «تتألم لرؤية ألسنة الحرب تشتعل في أوروبا» ودعا الدول الثلاث إلى تعزيز مفاوضات السلام بين روسيا وأوكرانيا.
في 15 مارس، كتب السفير الصيني لدى الولايات المتحدة تشين جانج مقالًا في صحيفة واشنطن بوست ذكر فيه أن «الصراع بين روسيا وأوكرانيا لا يفيد الصين»، وأن «السيادة والسلامة الإقليمية لجميع البلدان، بما في ذلك أوكرانيا، يجب احترامها؛ ويجب أن تؤخذ المخاوف الأمنية المشروعة لجميع البلدان على محمل الجد»، وأن«التهديدات ضد الكيانات والشركات الصينية، كما صرح بها بعض المسؤولين الأمريكيين، غير مقبولة».
في 18 مارس، عقد الزعيم الصيني شي جين بينغ والرئيس الأمريكي جو بايدن اجتماعا بالفيديو لمدة ساعتين حول الصراع في أوكرانيا. وقال البيت الأبيض للصحافة بعد المكالمة إن بايدن حذر شي جين بينغ من «عواقب إذا قدمت الصين دعما ماديا لروسيا».

## الإعلام الصيني
اعتبارًا من أوائل مارس، كان الصحفي لو يوغوانج في تليفزيون فينيكس هو المراسل الأجنبي الوحيد الذي انضم إلى القوات الروسية في الخطوط الأمامية.

## المجتمع المدني الصيني
في 5 مارس، كتب هو وي، نائب رئيس مركز أبحاث السياسة العامة التابع لمكتب المستشارين بمجلس الدولة، مقالاً يقول إن "الصين بحاجة إلى الاستجابة بمرونة واتخاذ خيارات إستراتيجية تتوافق مع مصالحها طويلة الأجل وأن "الصين لا يمكن ربطها ببوتين".

## إجلاء المواطنين الصينيين من أوكرانيا
في 25 فبراير، نصحت السفارة الصينية في أوكرانيا المواطنين الصينيين بمغادرة أوكرانيا. في 7 مارس، صرحت الحكومة الصينية بأنها أجلت معظم المواطنين الصينيين من أوكرانيا.

## ردود الفعل والتعليقات الدولية
وصف جوزيف توريجيان من الجامعة الأمريكية موقف الحكومة الصينية من الغزو بأنه «عمل موازنة»، مشيرًا إلى أن «كلا البلدين يحملان وجهات نظر سلبية مماثلة حول دور أمريكا في أوروبا وآسيا» ولكن الصين لن تكون على استعداد لتعريض مصالحها المالية للخطر لدعم روسيا، لا سيما بالنظر إلى أن الصين كانت «تحاول الحفاظ على سمعتها كشريك مسؤول». جادل رايان هاس من معهد بروكينغز بأنه «بدون روسيا ستكون الصين وحدها للتعامل مع الغرب المعادي المصمم على عرقلة صعود الصين»، لكن البلدين «ليس لديهما مصالح متوافقة تمامًا. الصين لديها الكثير لتخسره أكثر من روسيا. ترى الصين نفسها على أنها دولة في حالة صعود بزخم وراءها. إن روسيا تحارب بشكل أساسي موجات التدهور».
توقع العديد من المعلقين دورًا محتملاً للصين كوسيط رئيسي في الصراع. جادل إيريك دوتشيزن من جامعة لافال بأن «الغموض الاستراتيجي من جانب الصين يمكن أن يكون له تأثير مفيد ويساعد في فك عقدة الأزمة الغوردية» وأنه سيكون «خطأ فادحًا» لدول الناتو في معارضة الوساطة الصينية. جادل زينو ليوني من كلية كينجز لندن بأنه «إذا قادت الصين الأطراف المعنية إلى سلام جديد، فسيكون ذلك انتصارًا كبيرًا في العلاقات الدبلوماسية والعامة لبكين»، حيث ستكون الحكومة الصينية «قادرة على تقديم نفسها كقوة عظمى مسؤولة ولإقناع الغرب بأنه قد يتعين عليهم في المستقبل الاعتماد على نفوذ بكين العالمي في وقت يتراجع فيه نفوذ الولايات المتحدة».
صرح معلقون آخرون أن الرد الصيني على الغزو لعب دورًا في تشكيل الرد الهندي. جادل تانفي مادان من معهد بروكينغز بأن أحد «أهداف السياسة الخارجية للهند هو منع روسيا من الاقتراب أكثر من الصين».